# 論理演算子
論理演算子（ろんりえんざんし、英: logical operator）は、コンピュータ・プログラミングや命題論理等における論理演算の演算子の総称である。

## コンピュータ・プログラミング
多くのプログラミング言語では、論理積と論理和および否定のための演算子が用意されている。
C言語やその影響を受けた構文を持つ言語では、論理積の演算子に &&, 論理和の演算子に ||, 否定演算子に ! が用いられる。Pythonなどでは論理積の演算子に and, 論理和の演算子に or, 否定演算子 not が用いられる。
多くのプログラミング言語において、論理積および論理和の演算は短絡評価される。例えば、論理積 expr1 AND expr2 は左側の式から順に評価され、expr1 の値が偽なら expr2 を評価せず論理積の値を偽とする。同じく論理和 expr1 OR expr2 は左側の式から順に評価され、expr1 の値が真なら expr2 を評価せず論理和の値を真とする。
JavaやC#では加えて、論理積の演算子として &, 論理和の演算子として | も使用できる。前者と後者の演算子の違いは、短絡評価を行うかどうかである。Java などの言語において、&& および || は短絡評価を行い、& および | は短絡評価を行わない。